# Араухо, Мигель
Миге́ль Джанпье́р Ара́ухо Бла́нко (исп. Miguel Gianpierre Araujo Blanco; род. 24 октября 1994, Лима) — перуанский футболист, защитник клуба «Портленд Тимберс» и сборной Перу. Участник чемпионата мира 2018 года.

## Клубная карьера
Араухо начал профессиональную карьеру в клубе «Кобресоль». В 2011 году он был включён в заявку основной команды. 6 ноября в матче против «Универсидад Сесар Вальехо» Мигель дебютировал в перуанской Примере, в возрасте 17 лет. В начале 2012 года он перешёл в «Спорт Уанкайо». 15 апреля в поединке против «Аякучо» Араухо дебютировал за новую команду. 19 июня 2013 года в матче против «Хосе Гальвес» Мигель забил свой первый гол на высшем уровне.
Летом того же года Араухо перешёл в сербскую «Црвену звезду». 19 октября в матче против «Нови-Пазара» он дебютировал в чемпионате Сербии. В своём дебютном сезоне Мигель стал чемпионом Сербии, но несмотря на это он не являлся футболистом основы и вернулся на родину.
Летом 2014 года Араухо подписал контракт с командой «Альянса Лима». 14 сентября в матче против «Реал Гарсиласо» он дебютировал за столичный клуб. 19 июля 2015 года в поединке против «Кахамарки» Мигель забил свой первый гол за «Альянса Лима». В том же году он помог клубу выйти в финал Кубка Перу. Летом 2018 года Араухо на правах аренды перешёл в «Тальерес» из Кордовы. 25 августа в матче против «Химансии Ла-Плата» он дебютировал в аргентинской Примере.
В октябре 2019 года Араухо перешёл в нидерландский «Эммен» по бесплатному трансферу, подписав двухлетний контракт. 1 декабря в матче против ПСВ он дебютировал в Эредивизи. 22 февраля 2020 года в поединке против «Виллема» Мигель забил свой первый гол за «Эммен». В 2021 году клуб вылетел из элиты, но игрок остался в команде. 10 сентября в матче против «МВВ Маастрихт» он дебютировал в Эрстедивизи. По итогам сезона Мигель помог команде выйти в элиту.
30 июня 2023 года Араухо перешёл в клуб MLS «Портленд Тимберс», подписав контракт до конца сезона 2025 с опцией продления на сезон 2026. За американский клуб он дебютировал 26 июля в матче группового этапа Кубка лиг 2023 против мексиканского «Тигреса УАНЛ», заменив на 89-й минуте Клаудио Браво.

## Международная карьера
В 2011 году в составе юношеской сборной Перу Араухо принял участие в юношеском чемпионате Южной Америки в Эквадоре. На турнире он сыграл в матчах против команд Аргентины, Боливии и Уругвая.
В 2013 году в составе молодёжной сборной Перу Мигель участвовал в молодёжном чемпионате Южной Америки в Аргентине. На турнире он сыграл в матчах против команд Бразилии, Парагвая, Колумбии, Эквадора и Чили. В поединке против парагвайцев Араухо забил гол.
19 ноября 2014 года в товарищеском матче против сборной Парагвая Араухо дебютировал за сборную Перу, заменив во втором тайме Кристиана Бенавенте.
В 2018 году Араухо принял участие в чемпионате мира 2018 в России. На турнире он был запасным и на поле не вышел.
В 2019 году Араухо принял участие в Кубке Америки в Бразилии. На турнире он сыграл в матчах против сборных Боливии и Бразилии.
В 2021 году Араухо во второй раз принял участие в Кубке Америки в Бразилии. На турнире он сыграл в матчах против сборных Венесуэлы и Эквадора.

## Достижения
Командные
«Црвена звезда»
- Чемпион Сербии: 2013/14

«Эммен»
- Победитель Первого дивизиона Нидерландов: 2021/22